# Johann Hermann Maack
Johann Hermann Maack (* 4. Oktober 1809 in Hamburg; † 12. Mai 1868 ebenda) war ein deutscher Bauingenieur und Baubeamter. Seine Maxime war: „Größtmögliche Solidität, ferner Zweckmäßigkeit, Schönheit und zugleich ein mäßiges Kostenerfordernis.“

## Leben
Johann Hermann Maack war der Sohn des Johann Friedrich Daniel Maack (* 1773 in Mölln; † 1852 in Hamburg) und dessen Ehefrau Marie Cäcilie, geb. Stresow (* 1780 in Lübeck; † in Hamburg). Die Eheschließung der Eltern fand am 14. Dezember 1806 statt. Maack wurde 1809 im Hause Niedernstraße 122 in Hamburg geboren. Der Vater war Tabakfabrikant und ab 1814 Makler in nordischen Produkten.
Dem Schulbesuch folgte von (1825–1829) eine Ausbildung beim dänischen Bauinspektor Georg Wilhelm Timmermann der eine Anstellung als Condukteur bei der Bauverwaltung in Lübeck, als Bauführer, folgte und mit ersten Erfahrungen im Zusammenhang mit den Planungs- und Bauarbeiten des Stecknitz-Delvenau-Kanal verbunden waren.
1832 begann er sein zweijähriges Studium bei seinem Mentor, den er zuvor in Lübeck kennengelernt hatte, Christian Friedrich Hansen an der Akademie der schönen Künste in Kopenhagen und dem sich eine mehrmonatige Studienreise nach Holland anschloss. Die Averhoff-Stiftung in Hamburg ermöglichte ihm die Reise um die dortige Wasserbaukunst zu studieren. Nach Abschluss seiner 1836 mit dem Wasserbaudirektor Heinrich Hübbe (1803–1871) begonnenen Studienreisen nach Frankreich, England und Schottland wurde er im April 1838 zum städtischen Bauleiter in Hamburg und 1841 zum Bauinspektor sowie Leiter des Schleusen- und Brückenamts berufen.
Franz Gustav Forsmann und er waren nach dem Tode von Carl Ludwig Wimmel im Jahr 1845 für Hochbau- und Wasserbauarbeiten verantwortlich.
Während seiner 30-jährigen Tätigkeit entstanden neben anderen Werken 37 Brücken, die in Holz, Stahl oder Stein ausgeführt wurden, und einen Teil der Brücken ersetzten, die durch den Hamburger Brand 1842 zerstört wurden.
Als Gutachter war er für die Patriotische Gesellschaft, für das Rathaus und die Hamburger Kunsthalle tätig.
Johann Friedrich Bubendey war 1867 unter ihm Eleve bei der 1. Sektion der Baudeputation in Hamburg.

## Familie
1841 erwarb er die Bürgerrechte und heiratete am 27. November 1841 Elise Marie Kampff (1822–1856), mit der er fünf Kinder hatte. Er verstarb in seinem Haus Kreuzweg 28 in Hamburg.

## Werk

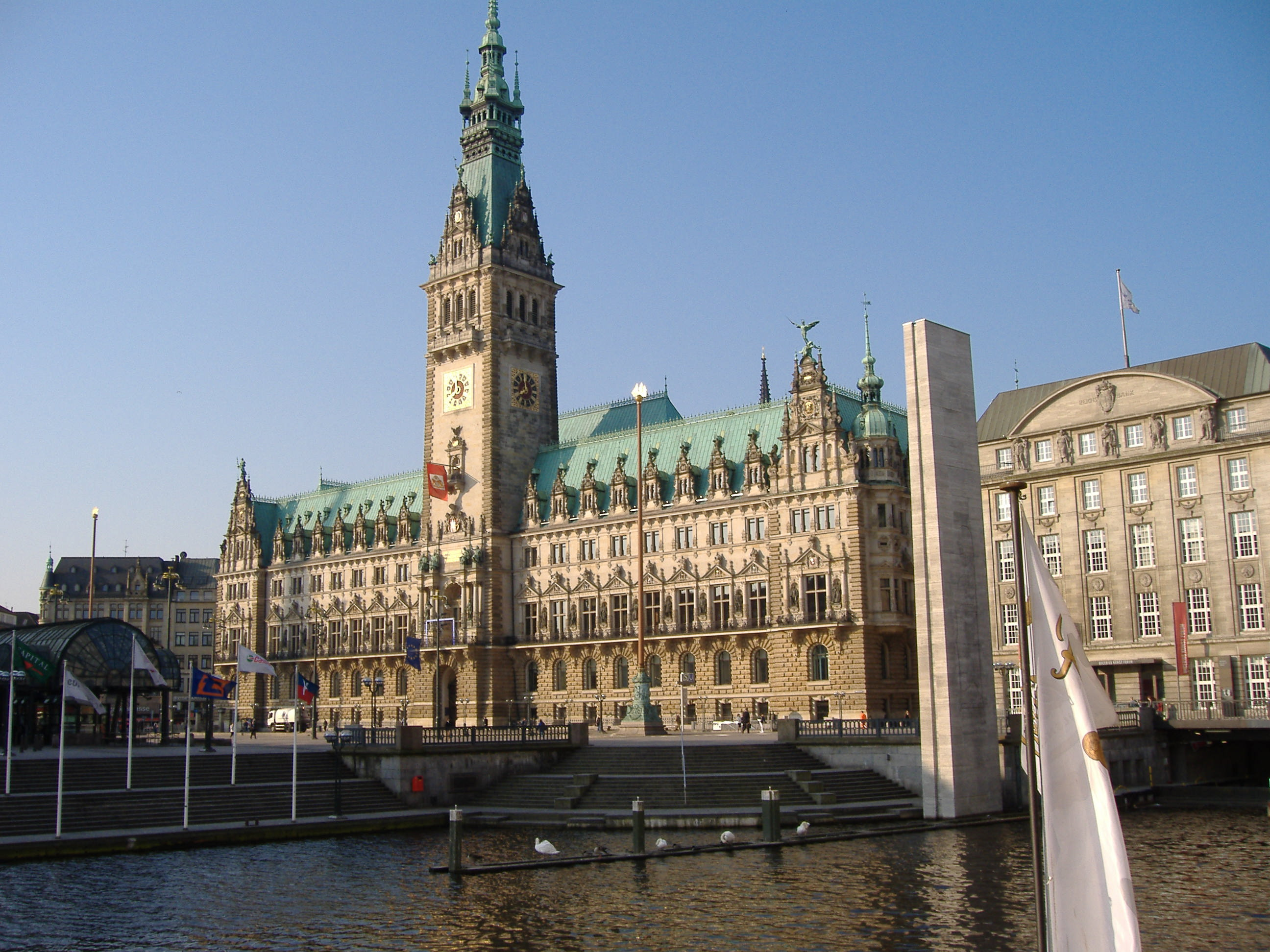
Viertelkreisförmige Wassertreppe zwischen Rathausmarkt und der Kleinen Alster

- 1836: Wettbewerbsentwurf für die Hamburger Börse (prämiert mit dem 2. Preis zu 100 Dukaten)
- 1843–1844: Reesendammbrücke
- 1844–1845: Adolphsbrücke (1972 rekonstruiert) mit denkmalgeschützten Kandelabern
- 1844–1845: Bleichenbrücke in Hamburg[3]
- 1846–1848: viertelkreisförmige Wassertreppe in Hamburg (zwischen Rathausmarkt und der Kleinen Alster)
- 1849: Turmhelm für die St. Petrikirche in Hamburg[4]
- 1854–1855: Radetzkybrücke in Wien[5]
- 1864–1868: Lombardsbrücke in Hamburg
- 1865–1866: Hammerbrookschleuse
- 1868: Schaartorbrücke in Hamburg[6]
- Entwurf für die Holzbrücke (ausgeführt um 1887)[7]
- Entwurf für den 1878 ausgeführten Turmhelm für die Kirche St. Petri[8]

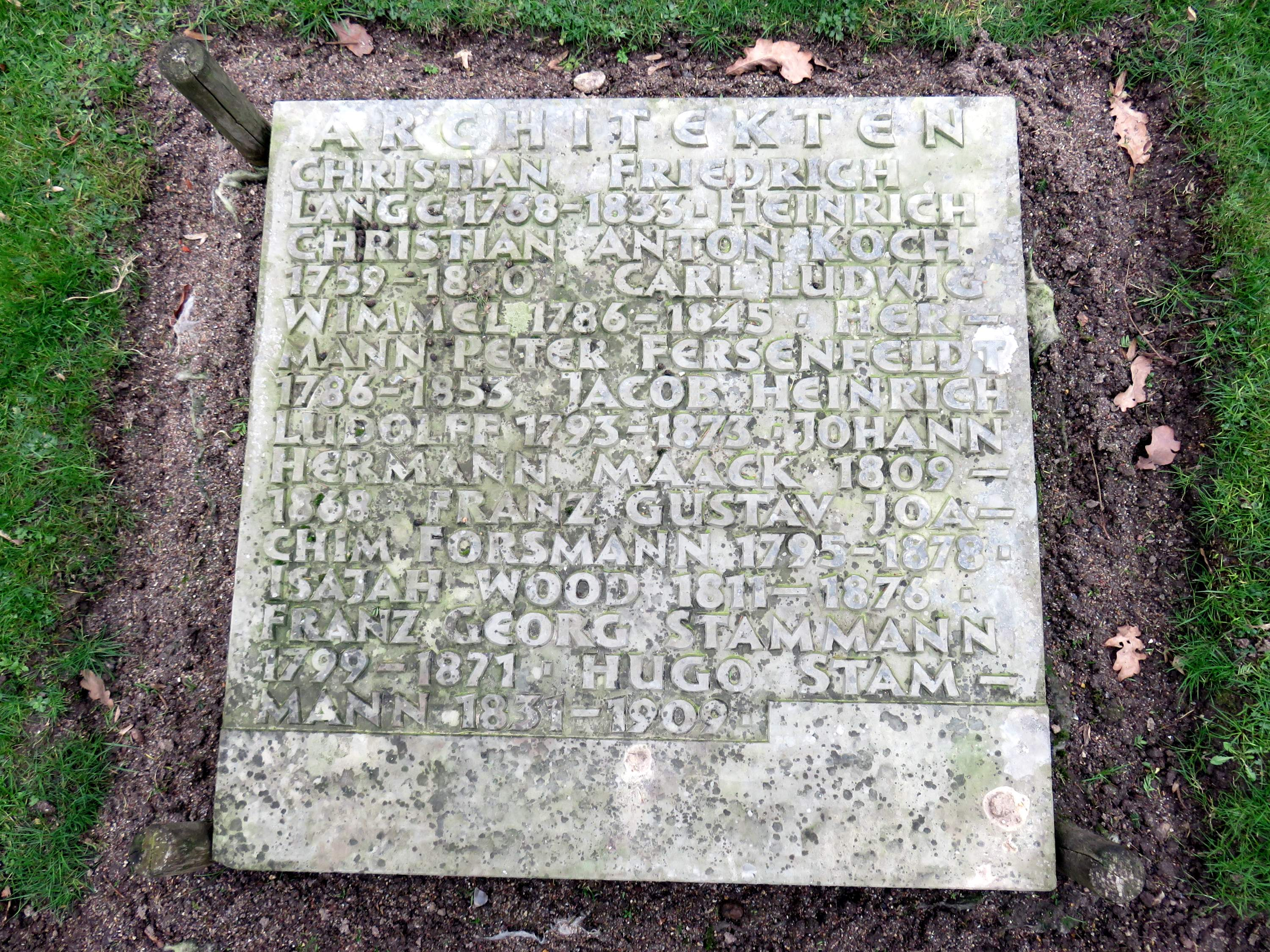
Grabmaltafel Althamburgischer Gedächtnisfriedhof Ohlsdorf

## Auszeichnungen
- 1834 erhielt er die große Silbermedaille für besondere Studienleistungen der Akademie der schönen Künste in Kopenhagen.

## Ehrungen
- Im Bereich des Althamburgischen Gedächtnisfriedhofs des Ohlsdorfer Friedhofs wird auf dem Sammelgrabmal Architekten an Johann Hermann Maack erinnert.
- 1929 wurde nach ihm die Maacksgasse in Hamburg-Winterhude benannt.[9]